# Cambridgea annulata
Espèce
Synonymes
- Cambridgea antipodiana annulata Dalmas, 1917

Cambridgea annulata est une espèce d'araignées aranéomorphes de la famille des Desidae.

## Distribution
Cette espèce est endémique des îles Chatham en Nouvelle-Zélande.

## Publication originale
- Dalmas, 1917 : Araignées de Nouvelle-Zélande. Annales de la Société Entomologique de France, vol. 86, p. 317-430 (texte intégral).